# Entypoma frontosum
Entypoma frontosum là một loài tò vò trong họ Ichneumonidae.